# 圣皮埃尔-德梅佐阿格
圣皮埃尔-德梅佐阿格（法語：Saint-Pierre-de-Mézoargues，法語發音：[sɛ̃ pjɛʁ də mezoaʁg]）是法国罗讷河口省的一个市镇，属于阿尔勒区。该市镇2009年时的人口为207人。

## 人口
圣皮埃尔-德梅佐阿格人口变化图示
| 数据来源：INSEE |